# Pilea rusbyi
Pilea rusbyi là loài thực vật có hoa trong họ Tầm ma. Loài này được (Britton) Killip miêu tả khoa học đầu tiên năm 1925.